# Vernon (Vienne)
Vernon település Franciaországban, Vienne megyében. Lakosainak száma 721 fő (2022. január 1.). Vernon Dienné, Fleuré, Gizay, Nieuil-l’Espoir, Saint-Laurent-de-Jourdes és Saint-Maurice-la-Clouère községekkel határos.

## Népesség
A település népessége az elmúlt években az alábbi módon változott:
| Lakosok száma | 666  | 685  | 715  | 704  | 709  | 714  | 717  | 719  | 721  |
|               | 2013 | 2015 | 2016 | 2017 | 2018 | 2019 | 2020 | 2021 | 2022 |